# R3hab
R3hab, pseudonimo di Fadil El Ghoul (Breda, 2 aprile 1986), è un disc jockey e produttore discografico olandese, di origine marocchina.
R3hab ha iniziato la sua carriera agli inizi del 2008 con il brano "Mrkrstft", prodotta con la collaborazione di Hardwell. Il singolo è arrivato 38° nelle classifiche nazionali.
Le prime pubblicazioni che gli danno notorietà sono: "Pump The Party" prodotta insieme a Ferruccio Salvo, "The Bottle Song" pubblicata su Wall Recordings e "Prutataaa" con la collaborazione di Afrojack. Successivamente firma il contratto discografico con la casa discografica olandese Spinnin' Records.
Nel 2012, R3hab ha lanciato un programma radiografico settimanale su SiriusXM, intitolato I NEED R3HAB. L'anno dopo è uscito il singolo Revolution, insieme alle Nervo e al DJ olandese Ummet Ozcan.
Dal 2012 è presente nella classifica Top100Djs della rivista Dj Magazine, con il piazzamento più alto al n° 12 nel 2018 e nel 2021.
Ad oggi ha collaborato con David Guetta, Tiësto, Calvin Harris, Rihanna, Lady Gaga e molti altri artisti internazionali.

## Discografia

### Album
- 2017 - Trouble
- 2018 - The Wave

### Singoli
- 2008 - Mrkrstft (con Hardwell)
- 2009 - Blue Magic (con Hardwell)
- 2009 - Get Get Down (con Addy van der Zwan)
- 2009 - Fastevil (con Addy van der Zwan e Groenevald)
- 2009 - Rock This Place
- 2010 - I Wanna
- 2010 - Pump The Party
- 2010 - Keep Up For Your Love (con Ferruccio Salvo)
- 2011 - The Bottle Song
- 2011 - Prutataaa (con Afrojack)
- 2011 - Sending My Love (con Swanky Tunes feat. Max C)
- 2012 - Living 4 the City (con Shermanology)
- 2012 - A Night In
- 2012 - Skydrop (con ZROQ)
- 2012 - You'll Be Mine (feat. Havana Brown)
- 2012 - Big Banana (con Prophet feat. Havana Brown)
- 2013 - Do It (con David Solano)
- 2013 - Raise Those Hands (con Bassjackers)
- 2013 - Revolution (con NERVO & Ummet Ozcan)
- 2013 - Flight (con Steve Aoki)
- 2013 - Rip It Up (con Lucky Date)
- 2014 - Samurai (Go Hard)
- 2014 - Androids
- 2014 - Flashlight (con Deorro)
- 2014 - Burnin (con Calvin Harris)
- 2014 - Unstoppable (feat. Eva Simons)
- 2014 - How We Party (con VINAI)
- 2014 - Ready for the Weekend (con NERVO feat. Ayah Marar)
- 2014 - Soundwave (con Trevor Guthrie)
- 2014 - Karate (con KSHMR)
- 2015 - Phoenix (con Sander van Doorn)
- 2015 - Tiger (con Skytech e Fafaq)
- 2015 - Won't stop Rocking (con Headhunterz)
- 2015 - Strong (con KSHMR)
- 2015 - Hakuna Matata (Hardwell Edit)
- 2016 - Get Up (con Ciara)
- 2016 - Near Me (con BURNS)
- 2016 - Freak (con Quintino)
- 2016 - Care (con Felix Snow feat. Madi)
- 2016 - Sakura
- 2016 - Icarus
- 2016 - Everything (con Skytech)
- 2017 - Trouble (feat. VÉRITÉ)
- 2017 - Hallucinations (feat. Ritual)
- 2017 - Marrakech (con Skytech)
- 2017 - Truth Or Dare (feat. Little Daylight)
- 2017 - Hold Me
- 2017 - Power (feat. EXO)
- 2017 - Killing Time (con Felix Cartal)
- 2017 - You Could Be (con Khrebto)
- 2017 - I Just Can't (con Quintino)
- 2017 - Ain't That Why (con Krewella)
- 2017 - Islands (con KSHMR)
- 2018 - Lullaby (con Mike Williams)
- 2018 - The Wave (con Lia Marie Johnson)
- 2018 - Hyperspace (con Skytech)
- 2018 - We Do (con Noah Neiman feat. Miranda Glory)
- 2018 - Hold On Tight (feat. Conor Maynard)
- 2018 - What You Do (con Skytech)
- 2018 - How You've Been (con Quinn Lewis)
- 2018 - Let It Go (con Skytech)
- 2018 - Dana (con Ali B e Che Rayan feat. Numidia)
- 2018 - Wrong Move (con THRDL!FE feat. Olivia Holt)
- 2018 - Tell Me It's Ok (con Waysons)
- 2018 - Starflight (con Skytech)
- 2018 - Radio Silence (con Joycelyn Alice)
- 2018 - Whiplash (con Kaela Sinclair)
- 2018 - Good Intentions (con Fabian Mazur feat. Lourdiz)
- 2018 - Rumors (con Sofia Carson)
- 2018 - Up All Night (con MOTi feat. Fiora)
- 2018 - Take Me For A Ride (con Waysons)
- 2018 - Fuego (con Skytech)
- 2018 - All Into Nothing (con Mokita)
- 2019 - Bad!
- 2019 - This Is How We Party (con Icona Pop)
- 2019 - All Around The World (La La La) (con A Touch of Class)
- 2019 - Don't Give Me Up (con Julie Bergan)
- 2019 - Alive (con Vini Vici e Pangea and Dego)
- 2019 - Exhale (con Ella Vos)
- 2019 - All Comes Back To You
- 2019 - Flames (con Zayn e Jungleboi)
- 2019 - I Luv U (con Sofia Carson)
- 2020 - Let Me Down Slow (con New Hope Club)
- 2020 - More Than OK (con Clara Mae e Frank Walker)
- 2020 - Where You Wanna Be (con Elena Temnikova)
- 2020 - Creep (con Gattüso)
- 2020 - Good Example (con Andy Grammer)
- 2020 - 911 (con Timmy Trumpet)
- 2020 - Feel Alive (feat. A R I Z O N A)
- 2020 - Be Okay (feat. HRVY)
- 2020 - Bésame (I Need You) (feat. TINI e Reik)
- 2020 - Miss U More Than U Know (feat. Sofia Carson)
- 2020 - Thinking About You (feat. Winona Oak)
- 2020 - Party Girl
- 2020 - Smells Like Teen Spirit (feat. Amba Sheperd)
- 2020 - Family Values (con Nina Nesbitt)
- 2020 - One Love (con Now United)
- 2020 - Ones You Miss
- 2020 - Santa Claus Is Coming To Town (con Dimitri Vegas & Like Mike)
- 2021 - Sad Boy (con Jonas Blue feat. Ava Max e Kylie Cantrall)

### Remix
- 2016 - R3hab & Skytech - Everything (VIP Remix)
- 2017 - Ella Vos - White Noise (R3hab Remix)
- 2017 - Bruno Mars -24K Magic (R3hab Remix)
- 2017 - Ella Vos - You Don't Know About Me (R3hab Remix)
- 2017 - Halsey - Now Or Never (R3hab Remix)
- 2017 - Alina Baraz feat. Khalid - Electric (R3hab Remix)
- 2017 - David Guetta feat. Justin Bieber - 2U (R3hab Remix)
- 2017 - Dimitri Vegas & Like Mike vs David Guetta feat. Kiiara - Complicated (R3hab Remix)
- 2017 - Jessie Ware - Alone (R3hab Remix)
- 2017 - Sigrid - Strangers (R3hab Remix)
- 2017 - Rita Ora - Anywhere (R3hab Remix)
- 2017 - Thirty Seconds to Mars - Walk On Water (R3hab Remix)
- 2017 - Matoma feat. Noah Cyrus - Slow (R3hab Remix)
- 2018 - Lauv - Gettin Over You (R3hab Remix)
- 2018 - Greyson Chance - Low (R3hab Remix)
- 2018 - Marshmello & Anne-Marie - FRIENDS (R3hab Remix)
- 2019 - Mabel - Don't call me up (R3hab Remix)
- 2020 - Ella Isaacson & Gallant - Expectations (R3hab Remix)
- 2020 - For King & Country - Together (R3hab Remix)
- 2020 - Michele Morrone - Hard For Me (R3hab Remix)
- 2020 - Wafia - Good Things (R3hab Remix)
- 2020 - R3hab & Gattüso - Creep (R3hab Chill Remix)
- 2023 - Sophie and the Giants, Purple Disco Machine e R3hab - Paradise (R3hab Remix)